# شيخون (اسم)
شيخون هو اسم علم مذكر من أصل عربي، ومعناه هو الشيخ الرجل المسن.

## وصلات خارجية
- موسوعة السلطان قابوس لأسماء العرب نسخة محفوظة 5 أبريل 2019 على موقع واي باك مشين.